# 羅霍濟夫
50°14′9″N 31°3′1″E / 50.23583°N 31.05028°E
羅霍濟夫（烏克蘭語：Рогозів）是位於烏克蘭北部的村莊，由基辅州鲍里斯皮尔区的鲍里斯皮尔市镇負責管轄。該村始建於1525年，面積6.05平方公里，海拔高度108米，2001年人口2,939，人口密度每平方公里486.1人。